# 南通市中西医结合医院
南通市中西医结合医院南通市口腔医院，是中华人民共和国江苏省的一所医院，为二级医院，位于南通市崇川区人民中路121号。

## 规模
南通市中西医结合医院总床位100张，日门诊量160人次。